# کنفرانس تهران
کنفرانس تهران (اسم رمز: یوریکا) با شرکت وینستون چرچیل، فرانکلین دلانو روزولت و ژوزف استالین از ۶ تا ۹ آذرماه ۱۳۲۲ (۲۸ نوامبر تا ۱ دسامبر ۱۹۴۳) به صورت سرّی و محرمانه در سفارت شوروی در تهران، پایتخت ایران برگزار شد.
این کنفرانس در پی کنفرانس قاهره و پیش از کنفرانس‌های یالتا و پوتسدام برگزار شد. هدف کلّی همهٔ این کنفرانس‌ها توافق دربارهٔ چهرهٔ جهان پس از پایان جنگ جهانی دوم بود. استقلال و تمامیت ارضی ایران با صدور اعلامیه‌ای در پایان کنفرانس تضمین گردید.
موضوعات اصلی‌ای که به نتیجه رسید، عبارت بود از: تاریخ و ابعاد پیاده شدن نیروهای بریتانیایی و آمریکایی در فرانسه و حملهٔ تهاجمیِ نیروهای روسی در ارتباط با آن، منابع اختصاص‌یافته به جبهه‌های ایتالیا، بالکان و برمه که چرچیل نمی‌خواست مورد غفلت واقع شوند.
مهم‌ترین توافقی که در این کنفرانس به‌دست آمد، دربارهٔ گشایش جبهه در غرب اروپا بود. در خلال این کنفرانس، در روز ۲۹ نوامبر، چرچیل به جهت شجاعت و دلاوری نیروهای ارتش شوروی در پاسداری از شهر استراتژیکِ استالینگراد، یک شمشیر را که به شمشیر استالینگراد شهرت یافت، به استالین اهدا کرد.
این کنفرانس از این جهت سرّی بود که آلمان‌ها در صدد ترور رهبران سه کشورِ درگیر در جبههٔ مقابل نیروهای محور بودند. آدولف هیتلر خود به یک افسر آلمانی به نام سرهنگ کنراد زینر مأموریت ترور را واگذار کرد. نام این عملیات را هم آلمان‌ها «عملیات پرش بلند» نام نهادند (شرح این عملیات در کتابی با نام عملیات پرش بلند تدوین شده‌است).
این نشست تأثیر مهمی بر جنگ جهانی دوم داشت. به همین خاطر، ایران «پل پیروزی متفقین» لقب گرفت. برگزاری نشست رهبران متفقین در تهران در مشخص کردن سرنوشت جنگ هم نقش بسزایی داشت. عملیات دی‌دی و هجوم سربازان متفقین به سواحل نرماندی فرانسه در تهران کلید زده شد. استالین خواستار اجرای این عملیات بود تا از فشار ورماخت در جبههٔ شرقی علیه شوروی کاسته شود. اما چرچیل مخالف بود و طرح‌های دیگری داشت. حضور روزولت در تهران و پشتیبانی او از ایدهٔ استالین، چرچیل را وادار کرد تا این طرح را بپذیرد. متفقین همچنین در تهران متعهد شدند که پس از جنگ از ایران خارج شوند و استقلال این کشور را به رسمیت بشناسند. اما با پایان جنگ، شوروی از این کار اجتناب کرد و اقدام به حمایت و تأسیس دولت‌های تجزیه‌طلب در آذربایجان و کردستان کرد که البته با زیرکی نخست‌وزیر احمد قوام و پشتیبانی آمریکا، مجبور به عقب‌نشینی و ترک ایران شد.
این کنفرانس به همراه کنفرانس‌های مسکو، دامبارتن اوکس، یالتا و کنفرانس سان‌فرانسیسکو از جمله اقدامات مؤثر در تشکیل سازمان ملل متحد بود.

## بی‌اطلاعی ایران
روزولت، چرچیل و استالین، رهبران آمریکا و بریتانیا و شوروی بدون این که دولت ایران خبر داشته باشد، برای برگزاری کنفرانس تهران به ایران سفر کردند. اجلاس تهران مصادف بود با سالروز تولد چرچیل، به‌همین علت جشن تولدی ترتیب دادند.

## دلیل انتخاب تهران
علت انتخاب تهران برای برگزاری این کنفرانس، نزدیکی آن به شوروی بود چرا که ژوزف استالین، رهبر این کشور می‌خواست در اوج جنگ جهانی دوم نزدیک مسکو باشد. از طرفی دیگر، متفقین به دلیل اشغال ایران، تهران را در اختیار داشتند و تأمین امنیت این شهر برایشان آسان بود.